# آمانیتا
آمانیتا (نام علمی: Amanita) نام یک سرده از راسته قارچ‌های تیغک‌دار است. این قارچ به شدت خطرناک است زیرا میتواند سمی بسیار قوی به نام آماتوکسین تولید کند که برای انسان بسیار کشنده است.